# Monte Veronese
Le monte veronese est un fromage italien fabriqué dans le nord de la province de Vérone. À l'image de l'asiago, il dispose de deux variétés : frais et affiné.
Il s'agit d'un fromage au lait de vache (cru ou pasteurisé). Il bénéficie d'une appellation d'origine protégée à l'échelle européenne depuis 1993.
Le nom fait référence au mot dialectal véronais « monta », qui signifie « traite ».

## Description
La version dite fraiche (fresco) est produite avec une maturation minimale de 25 jours (maximum 60) tandis que la version affinée (staggionata) doit, au minimum, vieillir pendant 90 jours. 
Les deux types de Monte Veronese varient également selon le lait utilisé : la version fraiche utilise du lait entier (latte intero), contre du lait partiellement écrémé (latte d'allevo) pour la version vieillie. 
Chaque meule est marquée du numéro de série du producteur et du mois de sa production.  

### Monte Veronese au lait entier
Cette version est produite avec du lait entier de vache semi-cuit, provenant d'une ou deux traites consécutives. Il peut être commercialisé à partir du vingt-cinquième jour de production. La cuisson se fait entre 43 et 45 degrés pendant environ dix minutes.  
Il dispose d'une croûte fine et élastique et de une couleur jaune paille. La pâte est de couleur jaune clair, avec des trous plus ou moins étendus. La hauteur de chaque fromage est comprise entre 7 et 11 cm et le diamètre entre 25 et 35. La masse doit varier entre 7 et 10 kg. Le taux de matière grasse ne doit pas être inférieur à 44 %. 

### Monte Veronese au lait «d'allevo»
Le Monte Veronese « d'allevo » est produit avec du lait de vache partiellement écrémé semi-cuit, provenant d'une ou deux traites consécutives. Il peut être vendu après 90 jours d'affinage. Sa cuisson se fait entre 46 et 48 degrés pendant environ quinze minutes.  
Sa croûte et sa pâte sont plus dures et d'une couleur jaune plus intense (avec des variations selon la période de production). Les trous dans la pâte sont absents ou dispersés. La hauteur de chaque fromage est comprise entre 6 et 10 cm et le diamètre entre 25 et 35. La masse doit varier entre 6 et 9 kg. Le taux de matière grasse ne doit pas être inférieur à 30 %. 
Il est souvent utilisé comme fromage à râper, alors que la version au lait entier est consommée comme fromage de table.

## Galerie

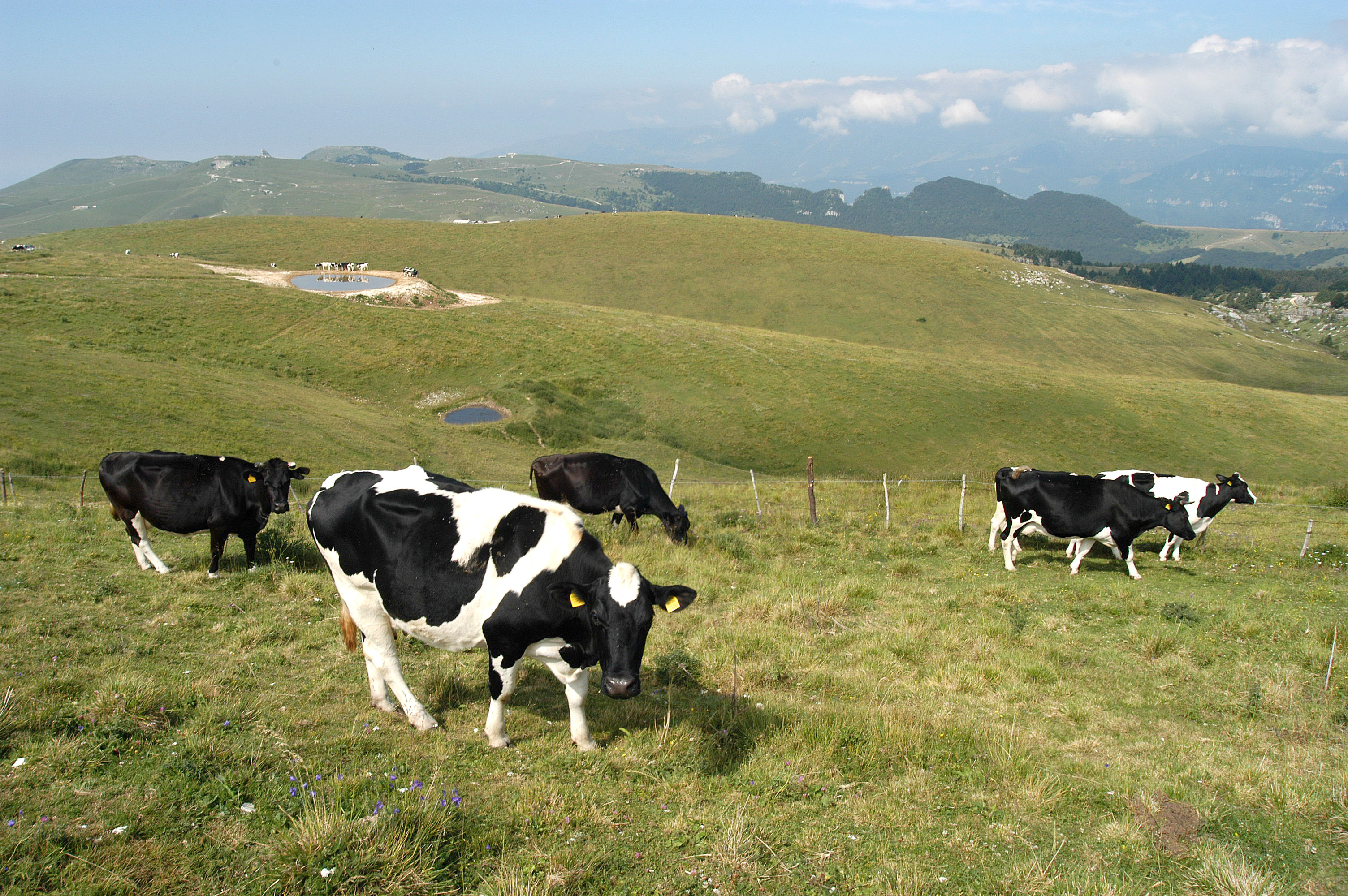
Pâturages estivaux sur le haut plateau des Monts Lessini
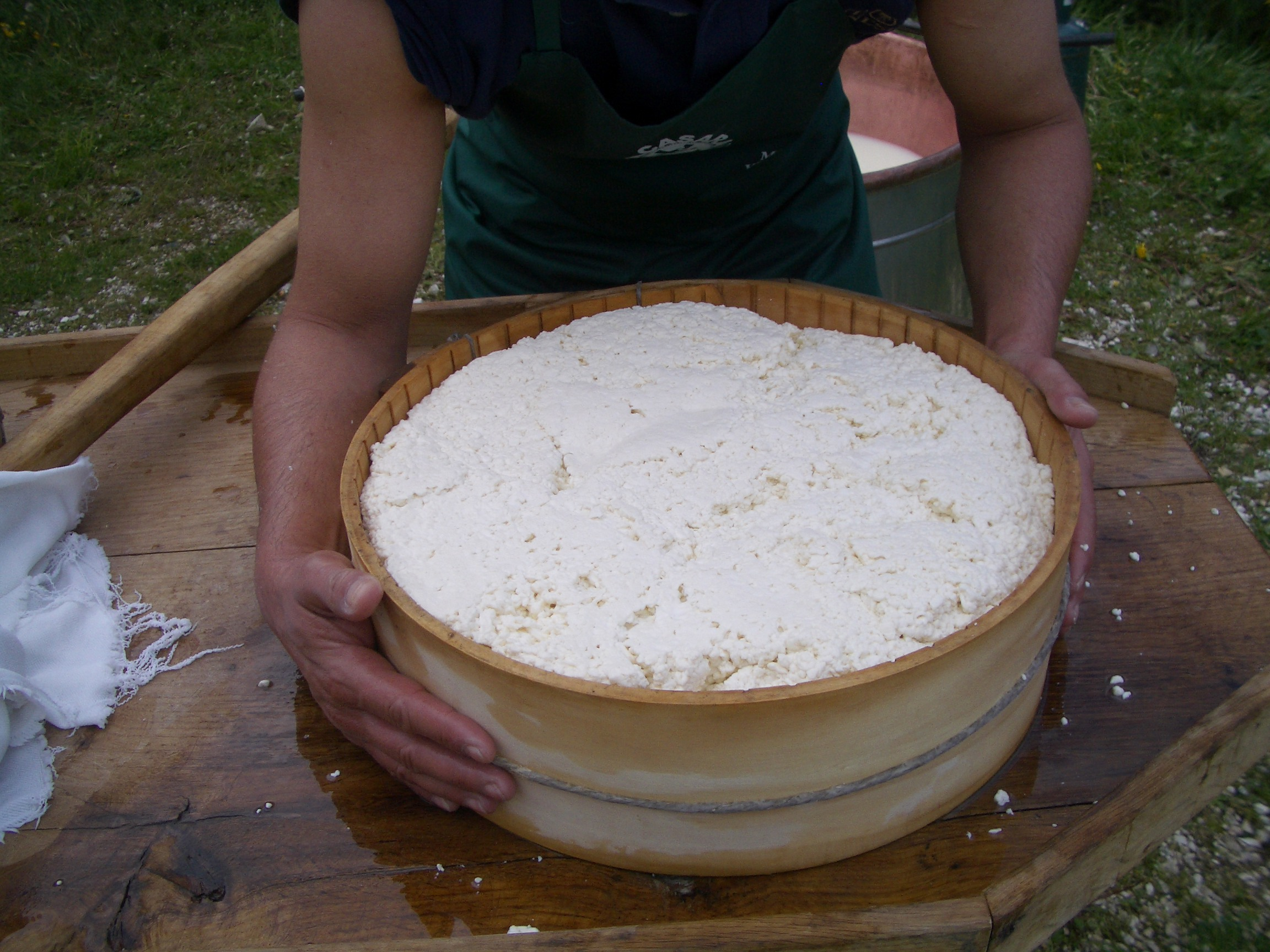
Production
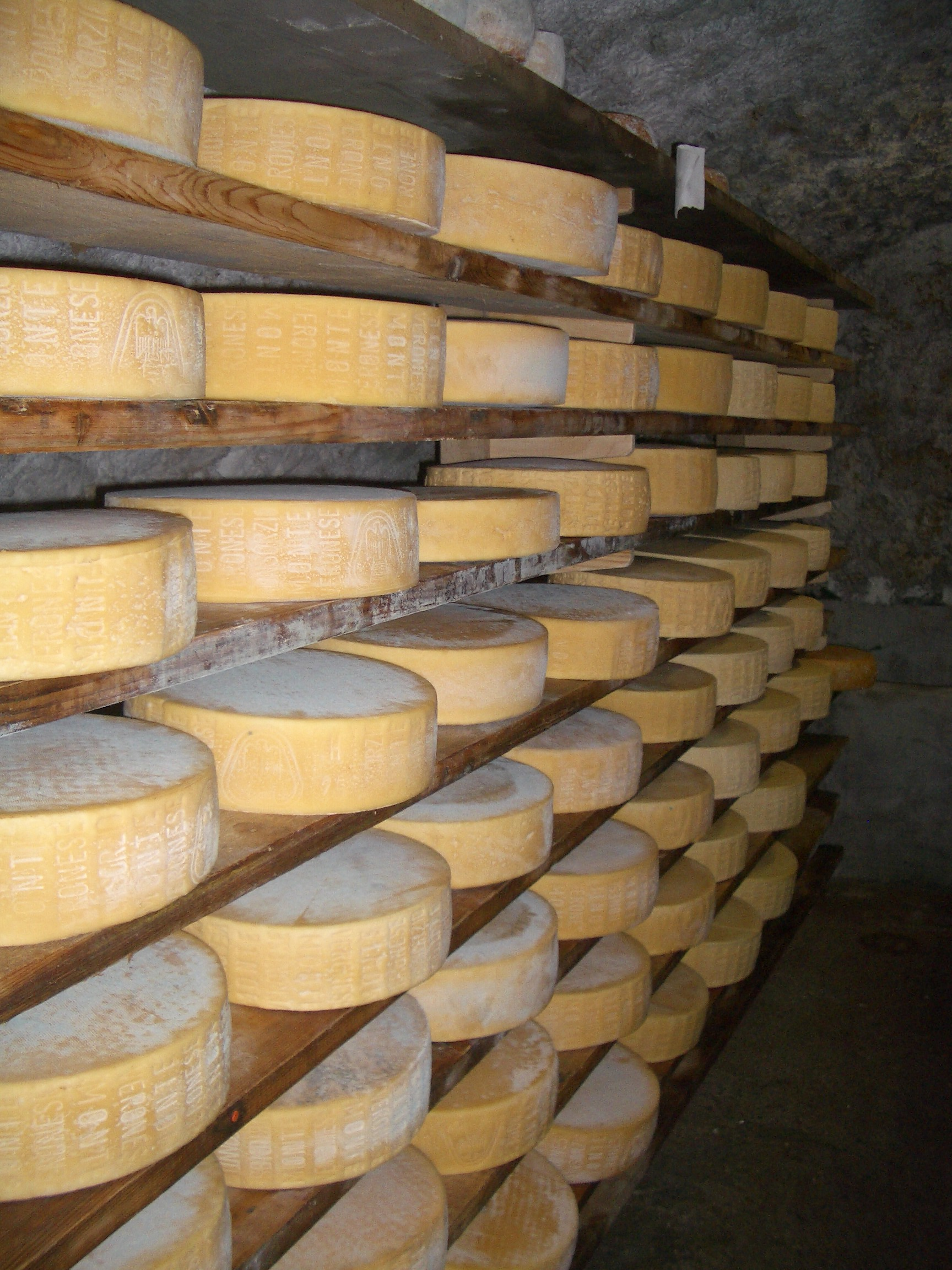
Affinage
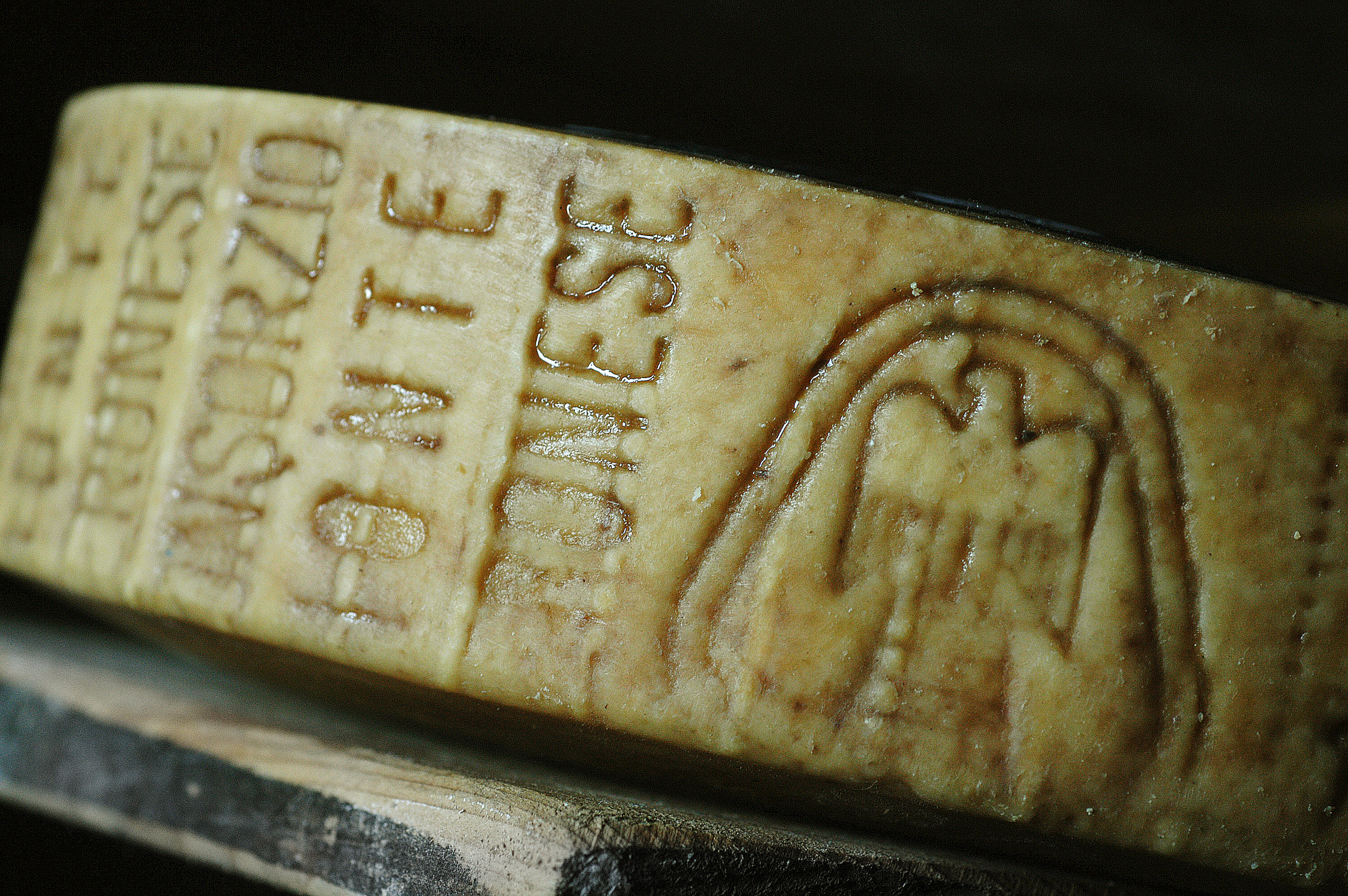
Vue d'une meule avec logo du consortium de producteurs